# Fred De Bruyne
Alfred De Bruyne (Berlare, 21 oktober 1930 – Seillans (Frankrijk), 4 februari 1994) was een Belgisch wielrenner en sportjournalist.

## Biografie
In 1947 werd De Bruyne wielrenner. Hij won drie keer Luik-Bastenaken-Luik en verder enkele belangrijke klassiekers, zoals Milaan-San Remo, Parijs-Nice (2x) en Parijs-Roubaix. Van 1956 tot en met 1958 werd hij driemaal op rij eerste in de Challenge Desgrange-Colombo, de voorloper van de Super Prestige, een regelmatigheidsklassement in het wielerseizoen.
Op de weg waren Rik Van Steenbergen en Rik Van Looy zijn grootste concurrenten. Op de baan waren De Bruyne en van Steenbergen kompanen. Zij zegevierden in de zesdaagse van Gent zowel in 1956 als 1957.
Na een zwaar verkeersongeval in 1960 beëindigde hij zijn wielerloopbaan. Hij werd sportjournalist bij de BRT-televisie van 1961 tot 1977. Zijn reportages werden erg gewaardeerd in Vlaanderen en delen van Nederland, en lange tijd was hij de belangrijkste Belgische wielerreporter op het scherm. Na zestien jaar werd zijn contract echter niet verlengd, waarna hij de eer aan zichzelf hield en ontslag nam.
Vanaf 1978 werd hij ploegleider bij verschillende wielerploegen. In zijn eerste jaar werd Michel Pollentier tijdens de Ronde van Frankrijk betrapt op dopingfraude. Meer plezier beleefde De Bruyne als ploegleider van de DAF Trucks ploeg. Kopman Hennie Kuiper won onder zijn leiding onder andere de Ronde van Vlaanderen.
De laatste jaren van zijn leven woonde De Bruyne in de Franse Provence. Hij publiceerde 4 boeken met biografieën van wielrenners en een boek met zijn memoires. Hij overleed op 63-jarige leeftijd na een slepende ziekte. In zijn woonplaats Seillans is een plein naar hem vernoemd. Er werd ook in Berlare een straat naar hem genoemd.

## Belangrijkste overwinningen
1954
- 8e etappe Ronde van Frankrijk
- 13e etappe Ronde van Frankrijk
- 22e etappe Ronde van Frankrijk

1955
- GP Zele

1956
- Milaan-San Remo
- Luik-Bastenaken-Luik
- Parijs-Nice
- 1e etappe Ronde van Frankrijk
- 6e etappe Ronde van Frankrijk
- 10e etappe Ronde van Frankrijk

1957
- Ronde van Vlaanderen
- Parijs-Roubaix
- Parijs-Tours
- Sassari-Cagliari

1958
- Luik-Bastenaken-Luik
- Parijs-Nice

1959
- Luik-Bastenaken-Luik

1961
- Kuurne-Brussel-Kuurne

## Belangrijkste ereplaatsen
1955
- 2e in Parijs-Tours
- 2e in de Ronde van Lombardije
- 3e in de Midi Libre

1956
- 2e in Parijs-Roubaix
- 4e in Parijs-Tours
- 5e in Bordeaux-Parijs
- 5e in het Wereldkampioenschap op de weg

1957
- 2e in Milaan-San Remo
- 2e in Milaan-Turijn
- 4e in Parijs-Brussel
- 5e in het Wereldkampioenschap op de weg

1958
- 2e in Parijs-Tours
- 3e in Gent-Wevelgem
- 4e in Parijs-Brussel
- 4e in de Waalse Pijl

1959
- 2e in de Omloop Het Volk
- 5e in Bordeaux-Parijs

1961
- 5e in de Ronde van Sardinië

## Resultaten in voornaamste wedstrijden
| Jaar | Ronde van Italië | Ronde van Frankrijk | Ronde van Spanje |
| ---- | ---------------- | ------------------- | ---------------- |
| 1953 |                  | 52e                 |                  |
| 1954 |                  | 36e (3)             |                  |
| 1955 |                  | 17e                 |                  |
| 1956 |                  | 20e (3)             |                  |
| 1957 |                  | opgave              |                  |
| 1958 | 16e              |                     |                  |
| 1959 |                  | 31e                 |                  |
| 1960 |                  |                     |                  |
| 1961 |                  |                     |                  |

| Jaar | Milaan-San Remo | Gent-Wevelgem | Ronde van Vlaanderen | Parijs-Roubaix | Luik-Bast.‑Luik | Ronde van Lombardije | Parijs-Tours |  | WK op de weg |  | Wereldranglijsten |
| ---- | --------------- | ------------- | -------------------- | -------------- | --------------- | -------------------- | ------------ |  | ------------ |  | ----------------- |
| 1953 |                 |               |                      |                |                 |                      |              |  |              |  |                   |
| 1954 |                 | 16e           |                      | 29e            |                 |                      | 6e           |  | 9e           |  |                   |
| 1955 |                 |               |                      |                |                 | ↑                    | Zilver       |  |              |  | 10e (CDC)         |
| 1956 | Goud            |               | 36e                  | ↑              | Goud            | 9e                   | 4e           |  | 5e           |  | (CDC)             |
| 1957 | Zilver          |               | ↑                    | ↑              |                 |                      | Goud         |  | 5e           |  | (CDC)             |
| 1958 | 6e              | Brons         | 10e                  | 6e             | Goud            | 27e                  | Zilver       |  |              |  | (CDC)             |
| 1959 | 33e             | 51e           | 18e                  | 6e             | Goud            | 21e                  | 80e          |  |              |  |                   |
| 1960 | 13e             |               | 12e                  | 35e            | 48e             |                      |              |  |              |  |                   |
| 1961 | 59e             |               |                      |                |                 |                      |              |  |              |  |                   |